# Rob Polman
Rob Polman (3 de agosto de 1987) es un deportista neerlandés que compitió en tiro con arco, en la modalidad de arco compuesto.
Ganó una medalla de bronce en el Campeonato Mundial de Tiro con Arco en Sala de 2007. Además, obtuvo dos medallas en el Campeonato Europeo de Tiro con Arco al Aire Libre, oro en 2008 y plata en 2010, y una medalla de oro en el Campeonato Europeo de Tiro con Arco en Sala de 2008.

## Palmarés internacional
| Campeonato Mundial en Sala       | Campeonato Mundial en Sala | Campeonato Mundial en Sala | Campeonato Mundial en Sala |
| Año                              | Lugar                      | Medalla                    | Prueba                     |
| -------------------------------- | -------------------------- | -------------------------- | -------------------------- |
| 2007                             | Esmirna (Turquía)          | Medalla de bronce          | Equipo                     |
| Campeonato Europeo al Aire Libre |                            |                            |                            |
| Año                              | Lugar                      | Medalla                    | Prueba                     |
| 2008                             | Vittel (Francia)           | Medalla de oro             | Equipo                     |
| 2010                             | Rovereto (Italia)          | Medalla de plata           | Equipo                     |
| Campeonato Europeo en Sala       |                            |                            |                            |
| Año                              | Lugar                      | Medalla                    | Prueba                     |
| 2008                             | Turín (Italia)             | Medalla de oro             | Equipo                     |